# SKIN
SKINは日本のパンクバンド。活動は1980年頃。
当時大学生だった4人で結成し、テレビのオーディション番組「HOT TV」で優勝、『満足できない』でキングレコードからメジャーデビューする。

## メンバー
- Waku（和久正志） - ボーカル
- Tatsu（横関達之） - ギター
- Junichi（野中純一郎） - ベース
- Domino（鈴木稔） - ドラムス

## アルバム
- Skinless
- Zun-Zun